# Mom Keo
Koning Somdetch Brhat-Anya Chao Manikya Kaeva Raja Sri Sadhana Kanayudha, beter bekend onder de naam Mom Keo, volgde koning Pothisarat II op als 25e koning van Lan Xang in 1627. Hij was de 2e zoon van koning Vorawongse II. Zijn korte regeerperiode werd gekenmerkt door opstanden en rebellerende nobelen in gevechten om de troon. Koning Mom Keo stierf in 1633.
Hij had voor zover bekend 2 zoons:
- Prins (Chao Fa) Dharma of Ton Kham (Uponyuvarat II), hij volgde zijn vader op in 1633.
- Prins (Chao Fa) Vijaya (Visai), hij werd koning van Lan Xang in 1637.